# Saudades de Rock
Saudades de Rock es el quinto álbum de estudio del grupo estadounidense de hard rock Extreme, lanzado en 2008.

## Listado de canciones
| LP original |                      |                                      |          |  |
| N.º         | Título               | Música                               | Duración |  |
| 1.          | «Star»               | Bettencourt, Cherone                 | 4:11     |  |
| 2.          | «Comfortably Dumb»   | Bettencourt, Cherone                 | 4:44     |  |
| 3.          | «Learn to Love»      | Bettencourt, Cherone, Figueiredo     | 5:27     |  |
| 4.          | «Take Us Alive»      | Bettencourt, Cherone                 | 3:23     |  |
| 5.          | «Run»                | Bettencourt, Cherone                 | 4:41     |  |
| 6.          | «Last Hour»          | Bettencourt, Cherone                 | 5:37     |  |
| 7.          | «Flower Man»         | Bettencourt, Cherone                 | 3:53     |  |
| 8.          | «King of the Ladies» | Bettencourt, Cherone, Resta, Restivo | 4:22     |  |
| 9.          | «Ghost»              | Bettencourt, Cherone                 | 4:58     |  |
| 10.         | «Slide»              | Bettencourt, Figueiredo              | 4:35     |  |
| 11.         | «Interface»          | Bettencourt                          | 4:34     |  |
| 12.         | «Sunrise»            | Bettencourt, Cherone, Figueiredo     | 6:14     |  |
| 13.         | «Peace (Saudade)»    | Bettencourt, Cherone                 | 6:35     |  |
| 60:34       |                      |                                      |          |  |

## Posición en listas

### Álbum
| Año  | Trabajo          | Lista                  | Posición |
| ---- | ---------------- | ---------------------- | -------- |
| 2008 | Saudades De Rock | Billboard 200          | 78       |
| 2008 | Saudades De Rock | Top Independent Albums | 9        |
| 2008 | Saudades De Rock | Top Internet Albums    | 78       |

## Créditos
- Pat Badger — Bajo
- Nuno Bettencourt — Productor
- Gary Cherone — Voz
- Dave Colvin —	Ingeniero
- Kevin Figueiredo — Batería
- Bob St. John — Ingeniero
- Neil Zlozower — Fotografía